# Bodotria angusta
Bodotria angusta är en kräftdjursart som beskrevs av Hiroshi Harada 1967. Bodotria angusta ingår i släktet Bodotria och familjen Bodotriidae. Inga underarter finns listade i Catalogue of Life.